# Ronald Landheer
Ronald Landheer (* 1936; † 18. März 2009) war ein niederländischer Romanist und Sprachwissenschaftler.

## Leben und Werk
Landheer promovierte 1984 bei Q. I. M. Mok in Leiden über Aspects linguistiques et pragmatico-rhétoriques de l'ambiguïté (Leiden 1984) und wurde Linguistikprofessor in Leiden. 2001 wurde er emeritiert.

## Weitere Werke
- (Hrsg.) Aspects de linguistique française. Hommage à Q.I.M. Mok, Amsterdam 1988
- (Hrsg.) Les figures de rhétorique et leur actualité en linguistique, in: Langue Française 101, 1994
- (Hrsg. mit Paul J. Smith) Le paradoxe en linguistique et en littérature, Genf 1996